# اندری کورایف
اندری کورایف (اوکراینی: Андрій Вадимович Кураєв؛ زادهٔ ۱۹ دسامبر ۱۹۷۲) بازیکن فوتبال اهل اوکراین است.
از باشگاه‌هایی که در آن بازی کرده‌است می‌توان به باشگاه فوتبال شاختار دونتسک اشاره کرد.